# Selim Muho
Selim M. Muho (8 marzo 1983) è un giocatore di calcio a 5, allenatore di calcio a 5 e calciatore norvegese, di ruolo difensore e difensore dell'Ørn-Horten.

## Carriera
Muho ha giocato nelle giovanili dell'Ørn-Horten, per cui ha successivamente esordito in prima squadra. In seguito, ha militato nelle file del Falk.
Dalla stagione 2009-2010, Muho è stato anche in forza all'Horten, compagine di calcio a 5 militante nella Futsal Eliteserie. Nel calcio norvegese, infatti, i campionati di quest'ultima attività iniziano al termine di quelli calcistici, rendendo compatibili entrambe le attività. In vista della Futsal Eliteserie 2012-2013, Muho è stato anche allenatore dell'Horten.
Sempre nel 2012, Muho ha giocato a calcio per il Re. Nella Futsal Eliteserie 2013-2014 ha giocato invece per l'Ørn-Horten, sezione di calcio a 5 dell'omonimo club.
Nel 2017 è tornato a giocare per la prima squadra dell'Ørn-Horten, in 3. divisjon.